# Dolmen de Fessine
Le dolmen de Fessine est un dolmen situé à La Meignanne, dans le département français de Maine-et-Loire en France.

## Description
Le dolmen fut fouillé et restauré par Michel Gruet de 1967 à 1971. Son architecture atypique ne permet de le rattacher ni aux dolmens angevins ni aux allées couvertes.
La chambre sépulcrale est de forme rectangulaire (9 m de long pour 1,60 m de large). Elle est précédée d'un genre de vestibule de même longueur mais moins large (1 m) qui ouvre à l'est. La jonction entre les deux espaces se fait via un passage étroit (0,60 m de large) excentré du côté de la paroi nord. Le sol du dolmen est recouvert de grandes dalles (deux dans la chambre, une dans le vestibule). La chambre est recouverte par deux tables de couverture. La hauteur sous plafond est décroissante depuis l'entrée (2 m) jusqu'au fond de la chambre (1,50 m).
Le cairn, désormais en grande partie éboulé, devait mesurer 3,50 m à 4 m de large de part et d'autre de la chambre, soit une structure globale d'environ 8 m à 12 m de large pour 10 m de long. Il comporte un parement en façade qui «devait dessiner, de part et d'autre de l'entrée mégalithique, une sorte d'avant-cour ou de parvis semi-elliptique de 6 m de large». La dépression dans la structure du cairn, située derrière le chevet de la chambre, correspond à trois foyers de forme circulaire superposés dont la fonction est indéterminée.
Le mobilier funéraire recueilli est assez pauvre et se limite à «quelques tessons [de céramique] carénés à décor de chevrons incisés, quelques silex (pointe de flèche à ailerons et pédoncule et une extrémité de poignard), une hache polie et les tranchants de deux autres». Des charbons de bois ont été retrouvés sous les dalles du sol.